# Белянський Олександр Миколайович
Белянський Олександр Миколайович (31 травня 1950) — заслужений діяч мистецтв України, відомий український живописець та педагог, що зробив вагомий внесок в розбудову й формування сучасної художньої освіти в Україні.
Позитивну оцінку творчої, наукової та педагогічної діяльності здобувача надали у своїх відгуках-рекомендаціях академік Академії мистецтв України, заслужений працівник освіти України, доктор технічних наук, професор Яковлєв М.І., дійсний член Академії мистецтв України, Народний художник України, професор Гуйда М. Є.; заслужений діяч мистецтв України, зав.кафедри рисунка, професор Бистряков В.П.
Вчена рада Національної академії образотворчого мистецтва і архітектури порушує клопотання перед Атестаційною колегією Міністерства освіти і науки України щодо присвоєння заслуженому діячу мистецтв України, доценту Белянському Олександру Миколайовичу вченого звання професора кафедри рисунка.

## Основні навчальні курси
Основні навчальні курси, які веде здобувач на кафедрі рисунка Національної академії образотворчого мистецтва і архітектури: «Рисунок» — 763 год.; Керівництво творчою практикою — 144 год.
У його методиці викладання рисунка відчувається глибоко зумовлена науково-методична спрямованість, знання та досвід, підтверджені власною творчістю, враховані досягнення національної художньої школи, а також особисте бачення проблеми підготовки художніх кадрів на сучасному етапі. Значну увагу Белянський О. М. звертає на якість засвоєння теоретичних знань та їх застосування у практичній роботі, використання новітніх технологій та матеріалів, та їх поєднання із традиційними техніками рисунка.
Здобувачем розроблені повні навчально-методичні програми до навчального курсу, який він викладає, що містять завдання для роботи з викладачем, для самостійної роботи, а також методичні рекомендації до виконання практичних робіт.
Белянський О. М. активно і цілеспрямовано працює над оновленням та вдосконаленням змісту навчально-творчого процесу Академії в контексті вимог сучасної вищої освіти в Україні.

## Участь у підготовці та атестації науково-педагогічних та творчих кадрів
Упродовж тривалого часу він плідно працює у галузі вищої художньої освіти, підготував велику плеяду фахових митців магістерського рівня, визнаних в Україні та за її межами. За 22 роки науково-педагогічної діяльності у НАОМА Белянський О. М. здійснив фахову підготовку понад 300 художників, у тому числі іноземних громадян КНР, Молдови, Прибалтики, Бразилії, які гідно адаптувались на світовому ринку праці, як в Україні, так і за кордоном.
Серед них: 4 особи отримали державне почесне звання «Заслужений художник України» (Джус Т., Лопухова Н., Мельничук І., Руденко О.).
Журавель М. отримав Гран-прі на Трієнале живопису 1998 р. за картину «Купання сина» та має почесне звання академіка Римської академії модерного мистецтва. Лопухова Н., Мельничук І., Руденко О., Блудов А. викладають у вищих навчальних закладах ІІІ — IV рівня акредитації.

## Творчі досягнення у професійній сфері
Белянський О. М. є надзвичайно активною творчою особистістю, в його особі вдало поєднався талант митця, науковця і педагога. Протягом 33 років (1976—2010 рр.). він є відомим українським майстром рисунку, живопису та композиції, працює в галузі станкового живопису (сюжетні полотна, портрети, натюрморти), поєднуючи реалістичну манеру письма з експресивними пошуками, зверненням до так званого романтичного модернізму (енциклопедія «Мистецтв України» том I). Творчий доробок мистця гідно презентує українське образотворче мистецтво на багатьох художніх виставках всеукраїнського та міжнародного рівнів.
В останні роки він плідно працює в царині сакрального мистецтва. За роботу над іконами каплиці «Водохреща» (м. Київ) отримав подяку міського голови Олександра Омельченка. Разом із художником Олександром Волченком розписав стелю у храмі Іоно-Троїцького монастиря (Київ).
У вересні 2009 року була представлена експозиція 100 робіт українських художників в Центральній бібліотеці м. Шанхай (КНР), де Белянський О. М. брав активну участь як куратор групи. Його творчі досягнення знайшли своє відображення у 50 періодичних мистецьких виданнях України та за кордону, трьох альбомах-каталогах персональних виставок.
Творчий доробок було репрезентовано на трьох персональних виставках: 1992 р. -персональна виставка творів О. М. Белянського. Київ, галерея СХУ;1997 р. — персональна виставка О. М. Белянського. Київ, галерея «Лавра»; 2005р -. персональна виставка О. М. Белянського. КНР, Тіньхуа, галерея Чженьзяньського університету.
За роки педагогічної роботи в НАОМА О. М. Белянський неодноразово проходив підвищення кваліфікації в художніх музеях Москви, Санкт-Петербурга, Львова, Прибалтики. У 2004 році Белянський О. М. проходив підвищення кваліфікації в Чженьзяньському університеті (м. Тіньхуа, КНР) як професор живопису, де навчав 60 китайських студентів та 20 аспірантів техніці олійного живопису і отримав високу фахову оцінку китайських професорів та ректора Чженьзяньського університету. У 2007 році був на пленері в м. Усі (КНР), де виконав 17 живописних робіт.
Белянський О. М. неодноразово за дорученням Міністерства культуриі туризму України був головою Державної екзаменаційної комісії в Луганському обласному коледжі культури і мистецтв, а також протягом 5 років на базі Луганського державного інституту культури і мистецтв та Луганського обласного коледжу культури і мистецтв виконував обов'язки голови журі IV-VIII відкритого Всеукраїнського конкурсу академічного рисунку «Срібний штрих».

## Основні творчі та методичні роботи
У творчому доробку здобувача близько 40 живописних творів, понад 60 станкових графічних творів, монументальні розписи (перелік творчих робіт здобувача додається).
Творчі досягнення Белянського О. М. знайшли відображення у багатьох періодичних мистецьких виданнях України та закордону, альбомах-каталогах колективних та персональних виставок. Творчості мистця присвячено понад 30 публікацій у періодичних виданнях України та зарубіжжя (перелік публікацій на творчу діяльність здобувача додається).
Основні творчі праці. 1.Міністерством культури та мистецтв України були придбані та передані музеям України наступні твори: — "Міжнародний табір «Супутник», 1985. Стахановський історико-художній музей, 2000 р. — «Маївка на Дону. 1912 р.», 1988 р. Вінницький художній музей, 2001 р. — «Натюрморт в інтер'єрі», 1981 р. Херсонський художній музей, 1995 р. — «Полудень», 1989 р. Яготинський краєзнавчий музей, 1993 р. — «Час жити», 1990 р. Черкаський художній музей, 1995 р. — «Зелений пейзаж», 1992 р. Луганський художній музей, 1995 р. — «Портрет Т. Г. Шевченка», 1992 р. Дирекція художніх виставок України (тимчасово в Посольстві України на Кубі).
Багато творів митця зберігається в приватних колекціях Китаю, США, Ізраїлю, Швейцарії, Німеччини, Росії.
2. Участь у виставках: З 1976 року Твори О. М. Белянського виставлялися на 3 персональних та понад 70 колективних виставках (перелік творчих виставок додається).
Белянський О. М. має 2 публікації наукового та навчально-методичного характеру, опублікованих у фахових наукових та науково-методичних виданнях; є автором навчального посібника, який отримав гриф Міністерства культури і туризму України (лист № 248/8 від 24 червня 2008 р.) та гриф Міністерства освіти і науки України (лист № 1/ІІ-3049 від 13 квітня 2010 року).
1.Короткочасний рисунок і Майстер-клас: Навчальний посібник. Луганськ, 2008. — 124 с.
2.Короткочасний рисунок (начерки). // Українська академія мистецтва. Дослідницькі та науково-методичні праці. — № 5. — К., 1998. — с. 60-64.
3.Композиція. Рисунок. Картина. // Мистецький олімп. Міжнародна програма. К., 2009. — с. 1-3.
За час діяльності на посаді професора за наказом видано навчальний посібник, взято участь у 4-х міжнародних та всеукраїнських науково-практичних конференціях з питань мистецької освіти в Україні.

## Дані апробації педагогічної діяльності
Високий педагогічний рівень заслуженого діяча мистецтв України Белянського О. М. обумовлено багатолітнім практичним досвідом.
Відкрита лекція на тему «Рисунок м'яким матеріалом», яка була проведена для студентів ІІ курсу образотворчого факультету «5» жовтня 2009 року, засвідчила високий професійний і науково-методичний рівень, глибоке знання матеріалу, досконале володіння професійною термінологією, уміння пов'язати теоретичні знання з практикою дослідження, здатність формувати у студентів самостійне мислення стосовно навичок з техніки рисунка, про що відзначили у своїх виступах члени кафедри рисунка на чолі з зав. кафедри проф. Бистряковим В. П. Лекція та матеріали звіту про творчу, наукову та педагогічну діяльність були розглянуті та обговорені на засіданні кафедри (протокол № 2 від 5 жовтня 2009 року).
За період своєї професійної діяльності Белянський О. М. брав участь у 10 міжнародних та всеукраїнських конференціях та форумах з питань мистецької освіти, у тому числі:
- IV Всеукраїнська науково-практична конференція «Мистецька освіта в Україні: традиції, сучасність, перспективи», Луганськ, 2007 р.;
- V міжнародний форум «Дизайн — освіта — 2008», Харків, 2008 р.;
- Всеукраїнська науково-методична конференція «Львівська Національна академія мистецтв і сучасна освіта», Львів, 2008 р.;
- Круглий стіл на тему «Мистецька освіта в правовому полі: стан проблеми, шляхи вирішення», Київ, 2009 р.

## Джерело
- Белянський [Архівовано 17 травня 2014 у Wayback Machine.]